# Monument d'Aliocha à Plovdiv
Aliocha (un diminutif affectueux du prénom russe Alekseï) est le surnom donné à une statue en béton armé de 11 mètres de haut représentant un soldat soviétique et érigé sur la colline Bounardjik à Plovdiv, en Bulgarie. La statue trône sur un piédestal de 6 mètres revêtu de granit. Le mémorial commémore les victimes soviétiques de l'occupation allemande de la Bulgarie (qui était un allié de l'Axe) pendant la Seconde Guerre mondiale ; il a été installé en 1954-57.
Aliocha est également le nom de la chanson de Konstantin Vanshenkine et Édouard Kolmanovski, inspirée par le monument, et qui a été adoptée comme hymne officiel de Plovdiv jusqu'en 1989. Un poème sur cette même statue a également été écrit par Robert Rojdestvenski.
Les autorités de Plovdiv ont tenté de faire retirer la statue à au moins deux reprises, en 1989 et en 1996. La décision de 1989 a donné lieu à une campagne de préservation qui comprenait notamment le maintien en poste jour et nuit d'un gardien près de la statue afin d'en empêcher la démolition.
Aliocha Skourlatov, le soldat du troisième front ukrainien qui a servi de modèle pour cette statue, est décédé en 2013 à l'âge de 91 ans.